# Nomad (personaggio)
Nomad è un personaggio dei fumetti pubblicato dalla Marvel Comics. Diversi personaggi hanno indossato i suoi panni:
- Nomad I è in realtà Steve Rogers, il Capitan America originale, che fa la sua prima apparizione in questa veste in Captain America and The Falcon[1] n. 180 (dicembre 1974), opera di Steve Englehart (testi) e Sal Buscema (disegni);
- Nomad II, il cui vero nome è Edward Ferbel, che ha esordito in Captain America (vol. 1[2]) n. 261 (settembre 1981);
- Nomad III, il cui il vero nome è Jack Monroe, appare per la prima volta in Captain America (vol. 1[2]) n. 282 (giugno 1983), scritto da Jean Marc DeMatteis e disegnato da Mike Zeck.

## Biografia del personaggio

### Steve Rogers
Anni fa Steve Rogers stava indagando su una società criminale chiamata l'impero segreto, dietro la quale si celava in realtà un alto funzionario del governo (nota: erano storie scritte durante lo scandalo Watergate, il personaggio in questione non fu mai visto in faccia ma, dal suo monologo prima di suicidarsi, gli autori fecero intendere che si trattasse addirittura di Nixon); scoperta la corruzione che si celava dietro Steve rinunciò al costume di Capitan America, incapace ormai di rappresentare quegli ideali di libertà e giustizia nei quali nessuno sembrava credere più, abbandonando sia i Vendicatori che la vita da avventuriero in costume.
Dopo l'incontro con l'arciere dorato (alias il suo amico Occhio di Falco travestito), che lo spronò a continuare la sua crociata contro il crimine, Steve indosso l'uniforme di Nomad, l'eroe senza patria. Nel frattempo diverse persone provarono a ricoprire il ruolo di Capitan America, il più motivato fra loro, un tale di nome Roscoe, tentò, con l'aiuto di Falcon, di combattere addirittura il Teschio Rosso; questi, una volta riconosciuto l'impostore, lo uccise brutalmente, lasciandone il cadavere appeso su di una ciminiera come monito per il vero Cap.
Fu allora che Steve Rogers capì che in quel momento di crisi ideologica Capitan America doveva essere più vivo che mai, un saldo simbolo di speranza da contrapporre alla mancanza di fede e di ideali che c'era in America in quel periodo, decidendo così di tornare a rivestirne i panni.

### Edward Ferbel
Edward Ferbel era uno stuntman di Los Angeles che cominciò a far parlare di sé quando, nei panni di Nomad, fermò alcuni terroristi noti come ordine Nichilista che stavano cercando di sabotare le riprese di un film su Capitan America.
Cap si recò a Los Angeles per indagare su questo misterioso eroe che usava l'identità da lui utilizzata anni prima durante una crisi ideologica; ben presto si trovò a combattere al suo fianco ma si accorse però che qualcosa non andava, Nomad più che aiutarlo sembrava volerlo ostacolare.
Venne fuori infine che Nomad/Ferbel lavorava egli stesso per l'ordine nichilista e che fu tutto un complotto per attirare Cap in una trappola tesagli dal Gran Maestro, dietro il quale si celava il Teschio Rosso.
Per screditare Cap davanti agli occhi dell'opinione pubblica, il Teschio fece uccidere Nomad davanti alle telecamere, il tutto sotto gli occhi di un Capitan America immobilizzato, in modo da farlo sembrare indifferente mentre "l'eroe più amato di Los Angeles" veniva freddato da diversi colpi di arma da fuoco.

### Jack Monroe
Jack Monroe era figlio di un simpatizzante nazista statunitense che fu arrestato per le sue attività illecite. Jack e la sorellina passarono da una famiglia affidataria all'altra, finché il ragazzo si stabilì definitivamente in Connecticut.
Dopo che i genitori adottivi furono uccisi da spie comuniste, Jack cominciò a frequentare la Lee High School, dove si legò particolarmente a uno degli insegnanti con cui condivideva la passione per le gesta di Capitan America e Bucky.
Il governo statunitense aveva da tempo messo gli occhi su Jack e sull'insegnante (che aveva addirittura assunto, tramite diverse operazioni chirurgiche, le fattezze dell'eroe americano e cambiato il proprio nome in Steve Rogers) come possibili eredi di Bucky e Capitan America, grazie ad un derivato della formula del super-soldato che trasformò l'originale Steve Rogers in Capitan America. Dopo la fine della guerra in Korea, il governo aveva perso ogni interesse nel progetto super soldato; tuttavia Steve decise di iniettare comunque a sé stesso ed a Jack il siero, grazie al quale poterono realizzare il loro sogno: diventare i nuovi Capitan America e Bucky ed affrontare i nemici della democrazia americana.
Il primo di questi fu Albert Malik, il Teschio Rosso comunista.
Quello che i due eroi non sapevano era che, senza il parallelo trattamento con i “raggi-vita”, il siero alla lunga avrebbe minato la sanità mentale di chi se lo fosse somministrato. La coppia cominciò, infatti, a dare segni di squilibrio e ad attaccare tutti coloro che sospettavano essere comunisti. L'FBI decise quindi di catturare Jack e Steve e metterli in animazione sospesa, in attesa di trovare una cura per la loro follia.
Dopo essere stati risvegliati nei giorni nostri da un loro simpatizzante, furono fatti di nuovo prigionieri dal vero Capitan America (da loro combattuto credendolo un impostore) e da Falcon e trasferiti in un istituto psichiatrico, gestito dal Dr. Faustus, che era a capo di una organizzazione criminale segreta nota come “Corporation”. All'istituto la coppia fu sottoposta ad esperimenti di controllo della mente, in seguito ai quali "Steve" divenne il Grand Director di una National Force fascista. Per dimostrare la sua fedeltà all'organizzazione, fu costretto a sparare a Jack: in realtà la pistola era caricata a salve ma Steve credette morto l'ex-compagno. Dopo che la National Force fu sconfitta da Capitan America e Devil, il Cap degli anni cinquanta morì e Jack fu preso in custodia dallo S.H.I.E.L.D., venendo sottoposto a numerose cure che riuscirono a riabilitarlo.
Una volta guarito, si svegliò in un'America a lui sconosciuta, dove non conosceva nessuno, tranne che il vero Steve Rogers; confuso e spaventato, decise così di rivolgersi a lui, che anni prima aveva avuto un'esperienza uguale alla sua: difatti Steve comprendeva il suo stato d'animo e decise di aiutare il ragazzo ad ambientarsi nella nuova realtà. Mentre aiutava Cap in una missione contro la terrorista Viper, Jack vestì per la prima volta i panni di Nomad, che una volta erano stati indossati proprio da Steve Rogers.
Identificandosi totalmente in un eroe senza legami né radici, Jack decise di mantenere questa nuova identità ed affiancò Capitan America nella lotta contro il crimine, divenendone il nuovo partner.
Ben presto Jack cominciò a sentirsi combattuto tra la legalità e quella che lui riteneva essere la “giustizia” e sciolse il suo sodializio con Cap, andando per la propria strada. Ben presto Nomad si differenziò dal suo ex mentore per i metodi utilizzati nella sua lotta al crimine, spesso violenti e illegali; proprio durante una delle sue missioni sottrasse una bambina ad una prostituta drogata e decise di allevarla lui stesso, chiamandola affettuosamente Bucky e spostandosi di continuo da una città all'altra fra USA e Canada, senza fissa dimora e combattendo con nemici sempre diversi e pericolosi.
In uno di questi scontri, Nomad si trovò ad affrontare la madre di Bucky, che era stata assoldata da un criminale di nome Giscard Epurer. Jack fu costretto ad ammettere che la donna era ormai in grado di badare a sé stessa e alla figlia e decise quindi di lasciarle la bambina. La madre di Bucky fu però uccisa da Evil 88, un agente al servizio di un nemico di vecchia data di Nomad di nome Bart Ingrid, che intendeva dare nuovo slancio al movimento nazista nella città natale di Jack, creando un esercito segreto con cui poi conquistare il potere. Su incarico di Epurer, che sperava di salvare la madre di Bucky, Jack attaccò la base di Ingrid sventandone i malefici piani ma inavvertitamente fece esplodere una bomba. Tutti credettero che Nomad fosse morto ma in realtà egli fu di nuovo posto in animazione sospesa dal Governo degli Stati Uniti. Bucky rimase allora con Epurer.
Jack fu risvegliato in seguito da Henry Gyrich, capo della Commissione governativa sulle Attività Sovrumane: con il nuovo costume di Flagello (Scourge of the Underworld) e sotto il controllo di alcune nanosonde, fu inviato a uccidere i Thunderbolts. Durante lo scontro si scoprì che anche Gyrich era controllato dalla stessa nanotecnologia e che lo scopo ultimo dell'intero piano era di eliminare tutti coloro che erano dotati di superpoteri. Con l'aiuto dei Thunderbolts superstiti, Jack riuscì a distruggere le nano sonde e a fermarne l'azione, dileguandosi poi senza lasciare tracce.
Dopo diversi anni, quando ormai il super-siero che si era iniettato da ragazzo si andava deteriorando, lasciandolo privo di forze e in preda alle allucinazioni, fu ucciso dal Soldato d’Inverno.